# Luik-Bastenaken-Luik voor beloften 2025
De 39e editie van de wielerwedstrijd Luik-Bastenaken-Luik voor beloften vond plaats op 19 april 2025. De 142 deelnemers startten in Bastenaken en finishten 174,6 kilometer later in Blegny. De wedstrijd maakte deel uit van de UCI Europe Tour, met de categorie 1.2U. Door die categorie was de wedstrijd enkel toegankelijk voor beloften. De Belg Jarno Widar maakte zijn favorietenrol waar en won, voor de Nederlander Senna Remijn en Simone Gualdi uit Italië.

## Uitslag
| Plaats  | Naam                 | Ploeg                           | Tijd     |
| ------- | -------------------- | ------------------------------- | -------- |
| Winnaar | Jarno Widar          | Lotto Dev.                      | 4u15'23" |
| 2       | Senna Remijn         | Alpecin-Deceuninck Dev.         | + 1"     |
| 3       | Simone Gualdi        | Wanty-Nippo-ReUz                | + 8"     |
| 4       | Maxime Decomble      | Cont. Groupama-FDJ              | z.t.     |
| 5       | Lorenzo Finn         | Red Bull-BORA-hansgrohe Rookies | z.t.     |
| 6       | Adrià Pericas        | UAE Team Emirates Gen Z         | + 11"    |
| 7       | Viktor Soenens       | Soudal Quick-Step Dev.          | + 28"    |
| 8       | Luka Tuckwell        | Red Bull-BORA-hansgrohe Rookies | + 30"    |
| 9       | Kamiel Eeman         | Lotto Dev.                      | + 32"    |
| 10      | Aaron Dockx          | Alpecin-Deceuninck Dev.         | z.t.     |
| 11      | Tobias Svarre        | ColoQuick                       | z.t.     |
| 12      | Pau Martí            | Israel Premier Tech Acad.       | + 35"    |
| 13      | Victor Jean          | CC Étupes                       | z.t.     |
| 14      | Guus van den Eijnden | Alpecin-Deceuninck Dev.         | + 37"    |
| 15      | Eliott Boulet        | Cont. Groupama-FDJ              | + 1'00"  |
| 16      | Duarte Marivoet      | UAE Team Emirates Gen Z         | z.t.     |
| 17      | Senne Thonnon        | Urbano-Vulsteke-Bumaco          | z.t.     |
| 18      | Ferre Geeraerts      | DL Chemicals-Experza            | z.t.     |
| 19      | Daniel Lima          | Israel Premier Tech Acad.       | z.t.     |
| 20      | Jesse Kramer         | Hagens Berman Jayco             | z.t.     |